# Мрясово (Краснокамський район)
Мря́сово (рос. Мрясово, башк. Мерәҫ) — присілок у складі Краснокамського району Башкортостану, Росія. Входить до складу Новобуринської сільської ради.
Населення — 81 особа (2010; 98 у 2002).
Національний склад:
- башкири — 52 %
- татари — 44 %

Стара назва — Мрясево.